# Odlaren
Odlaren är en stadsdel i östra delen av Eskilstuna i Eskilstuna kommun. Från 2020 klassas bebyggelsen som en del av en från Eskilstuna separat tätort av SCB namnsatt till Gredbylund och Odlaren.
Området ligger nära naturen och har belysta motionsspår. Här ligger Odlarskolan, en träningsskola för elever med funktionshinder.
Eskilstuna kommun planerar byggande av fler bostäder i området. Det kommer inledas med byggnation i området Trumtorp där det tidigare låg en skyttebana.
Fram till 1970 var Odlaren en egen tätort men uppgick då i tätorten Eskilstuna. Från 2020 klassas bebyggelsen som en från Eskilstuna separat tätort.

## Befolkningsutveckling
| Befolkningsutvecklingen i Gredbylund och Odlaren 1950–2020 | Befolkningsutvecklingen i Gredbylund och Odlaren 1950–2020 | Befolkningsutvecklingen i Gredbylund och Odlaren 1950–2020 | Befolkningsutvecklingen i Gredbylund och Odlaren 1950–2020 | Befolkningsutvecklingen i Gredbylund och Odlaren 1950–2020 |
| ---------------------------------------------------------- | ---------------------------------------------------------- | ---------------------------------------------------------- | ---------------------------------------------------------- | ---------------------------------------------------------- |
|                                                            |                                                            |                                                            |                                                            |                                                            |
| År                                                         |                                                            |                                                            | Folkmängd                                                  | Areal (ha)                                                 |
| 1950                                                       | 1950                                                       |                                                            | 207                                                        |                                                            |
| 1960                                                       | 1960                                                       |                                                            | 303                                                        |                                                            |
| 1965                                                       | 1965                                                       |                                                            | 247                                                        |                                                            |
| 2020                                                       | 2020                                                       |                                                            | 700                                                        | 108                                                        |
| Anm.: Sammanvuxen med Eskilstuna 1970, utbruten 2020       |                                                            |                                                            |                                                            |                                                            |